# Anna Nadotti
Anna Nadotti (...) è una traduttrice, scrittrice e critica letteraria italiana.

## Biografia
Traduce in italiano letteratura di lingua inglese, e si occupa di autori indiani che scrivono in inglese. Collabora con Einaudi e scrive per L'indice dei libri del mese, Il manifesto e Leggendaria. Ha partecipato al mediometraggio Tradurre (2008).

## Opere

### Curatele
- Pat Barker, Rigenerazione, Genova, Il Melangolo, 1997
- Pat Barker, L'occhio nella porta, Genova, Il Melangolo, 1999
- Anita Desai, In custodia, Torino, Einaudi, 2000
- Mahasweta Devi, La preda e altri racconti, Torino, Einaudi, 2004
- Anita Desai, Viaggio a Itaca, Torino, Einaudi, 2005

### Traduzioni
- Satyajit Ray, La notte dell'indaco, Torino, Einaudi, 1989
- Amitav Ghosh, Le linee d'ombra, Torino, Einaudi, 1990
- Jan Mark, Voci oltre il muro, Trieste, EL, 1990
- Jessica Benjamin, Legami d'amore: i rapporti di potere nelle relazioni amorose, Torino, Rosenberg & Sellier, 1991
- Lettice Cooper, La casa nuova, Torino, Einaudi, 1991
- Harold Acton, Pony e Peonie, Torino, Einaudi, 1992
- Amitav Ghosh, Lo schiavo del manoscritto, Torino, Einaudi, 1993 (anche curatela)
- Antonia Susan Byatt, Possessione, Torino, Einaudi, 1992 (con Fausto Galuzzi)
- Antonia Susan Byatt, Angeli e insetti, Torino, Einaudi, 1994 (con Fausto Galuzzi)
- Judith Clarke, Riffraff, Trieste, Emme, 1994
- David Getz, Appuntamento in Central Park, Trieste, Emme, 1994
- Libby Gleeson, Furfante, Trieste, Elle, 1995
- Nayantara Sahgal, Il giorno dell'ombra, Torino, Einaudi, 1995
- Antonia Susan Byatt, Il fiato dei draghi e altre favole, Genova, Il Melangolo, 1995 (con Fausto Galuzzi)
- Antonia Susan Byatt, Il genio nell'occhio d'usignolo, Torino, Einaudi, 1995 (con Fausto Galuzzi)
- Antonia Susan Byatt, Le storie di Matisse, Torino, Einaudi, 1996 (con Fausto Galuzzi)
- Amitav Ghosh, Il cromosoma Calcutta: un romanzo di febbre, delirio e scoperta, Torino, Einaudi, 1996
- Helen Lewis, Il tempo di parlare, Torino, Einaudi, 1996
- Antonia Susan Byatt, La torre di Babele, Torino, Einaudi, 1997 (con Fausto Galuzzi)
- Antonia Susan Byatt, Tre storie fantastiche, Torino, Einaudi, 1997 (con Fausto Galuzzi)
- Fred D'Aguiar, La memoria più lunga, Torino, Einaudi, 1997
- Eoin McNamee, Resurrection man, Torino, Einaudi, 1997 (con Fausto Galuzzi)
- Vikram Chandra, Terra rossa e pioggia scrosciante, Torino, Instar, 1998 (con Fausto Galuzzi)
- Anita Desai, Chiara luca del giorno, Torino, Einaudi, 1998
- Amitav Ghosh, Estremi orienti: due reportage, Torino, Einaudi, 1998 (anche curatela)
- Ruth Ozeki, Carne, Torino, Einaudi, 1998
- Amitav Ghosh, Il palazzo degli specchi, Torino, Einaudi, 2001
- Anita Desai, Digiunare, divorare, Torino, Einaudi, 2001
- Antonia Susan Byatt, La vergine nel giardino, Torino, Einaudi, 2002 (con Giovanna Iorio Bates)
- Anita Desai, Il villaggio sul mare, Torino, Einaudi, 2002 (anche curatela)
- Antonia Susan Byatt, Zucchero, ghiaccio, vetro filato, Torino, Einaudi, 2003 (con Fausto Galuzzi)
- Antonia Susan Byatt, Natura morta, Torino, Einaudi, 2003 (con Fausto Galuzzi)
- Anita Desai, Polvere di diamante e altri racconti, Torino, Einaudi, 2003 (con Bianca Piazzese)
- Antonia Susan Byatt, Ritratti in letteratura, Torino, Archinto, 2004 (con Fausto Galuzzi)
- Antonia Susan Byatt, Una donna che fischia, Torino, Einaudi, 2005 (con Fausto Galuzzi)
- Amitav Ghosh, Il paese delle maree, Vicenza, Neri Pozza, 2005
- Anita Desai, Fuoco sulla montagna, Torino, Einaudi, 2006
- Amitav Ghosh, Circostanze incendiarie: cronaca del mondo che viene, Vicenza, Neri Pozza, 2006
- Suketu Mehta, Maximum City: Bombay città degli eccessi, Torino, Einaudi, 2006 (con Fausto Galuzzi)
- Antonia Susan Byatt, La Cosa nella foresta e altri racconti, Torino, Einaudi, 2007 (con Fausto Galuzzi)
- Anita Desai, Un percorso a zigzag, Torino, Einaudi, 2007
- Sudhir Kakar, Storie d'amore indiane, Vicenza, Neri Pozza, 2007 (con Norman Gobetti)
- Atul Gawande, Con cura: diario di un medico deciso a fare meglio, Torino, Einaudi, 2008
- Amitav Ghosh, Mare di papaveri, Vicenze, Neri Pozza, 2008 (con Norman Gobetti; anche curatela)
- Vikram Chandra, Terra rossa e pioggia scrosciante, Milano, Mondadori, 2009 (con Fausto Galuzzi)
- Antonia Susan Byatt, Il libro dei bambini, Torino, Einaudi, 2010 (con Fausto Galuzzi)
- Antonia Susan Byatt, Gradazioni di vitalità, Nottetempo, 2010
- Preeta Samarasan, Tutto il giorno è sera, Torino, Einaudi, 2010 (con Federica Oddera)
- Amitav Ghosh, Il fiume dell'oppio, Vicenza, Neri Pozza, 2011 (con Norman Gobetti; anche curatela)
- Dileep Padgaonkar, Stregato dal suo fascino: Roberto Rossellini in India, Torino, Einaudi, 2011 (con Norman Gobetti; anche curatela)
- Orhan Pamuk, Romanzieri ingenui e sentimentali, Torino, Einaudi, 2012
- Virginia Woolf, La signora Dalloway, Torino, Einaudi, 2012
- Virginia Woolf, Gita al faro, Torino, Einaudi, 2014

## Premi e riconoscimenti
- Premio Cesare Pavese: 2020 vincitrice nella sezione Traduzione[1]